# Roger Walkowiak
Roger Walkowiak (født 2. marts 1927 - 6. februar 2017), var en fransk cykelrytter, som vandt Tour de France i 1956. Hans forældre var indvandret fra Polen, og han selv arbejdede som metalarbejder.
Walkowiaks sejr kom i den periode, hvor Touren var organiseret omkring nationalhold. Han kørte på det franske nord-est-centre-hold (nord-øst-central) og altså ikke på det franske A-hold. Sejren var sensationel. I et udbrud på 7. etape erobrede han den gule førertrøje og beholdt den i første omgang. På 18. etape generobrede han den og holdt den derefter resten af vejen til Paris. Undervejs i løbet nåede han ikke at vinde en eneste etapesejr. Den samlede sejr byggede på taktisk snilde, gode evner i bjergene og favoritternes vogten på hinanden.
Offentlighedens reaktion på hans sejr var blandet. Nogle var skuffede og sagde, at han havde været heldig, og at han havde opnået meget tid i det nævnte udbrud, mens andre havde stor sympati for ham. Siden formåede han ikke at leve op til det store resultat.
Betegnelsen "a la Walko" er senere blevet brugt til at beskrive en overraskende sejr inden for cykelsporten.